# Captain Norad – King of the Impossible
Captain Norad – King of the Impossible ist der dritte Filme um das Raumschiff Highlander, der nach dem Erfolg der ersten beiden Teile, Die Rückkehr von Captain Norad und Captain Norad, Herrscher über das Universum produziert wurde. Es handelt sich um eine Parodie auf das Filmgenre der Science Fiction, besonders auf Star Trek, aber auch auf andere Werke. Der Film wurde am 27. September 1997 auf Sat.1 ausgestrahlt.

## Inhalt
Norad hat es geschafft: Mittels einer falschen Computereingabe hat er die HIGHLANDER in die Luft gejagt. Doch unverdrossen konstruiert die Raumflotte ein neues Schiff, die HIGHLANDER 2404-A, die sie wiederum seinem Kommando unterstellt. Bei einem Besuch in einem befreundeten Planetensystem wird der Captain von einer Terroristenbande entführt, die glauben, ihm wichtige Geheimnisse der Flotte entlocken zu können. Doch das Ergebnis ist mehr als enttäuschend – und wir erfahren endlich, wie es sein kann, dass so ein Trottel ein so großes Raumschiff kommandieren darf.